# Alabama Black Snakes
Alabama Black Snakes er et rock-band fra Danmark. Deres debutalbum hedder Rhythm ’N Loose. Deres andet album, Shake It Like The Lord Ain't Watching, modtog tre ud af seks stjerner i musikmagasinet GAFFA. 

## Diskografi
- Rhythm ’N Loose (2011)
- Shake It Like The Lord Ain't Watching (2015
- To The Land (2017)